# Jiaohe
Jiaohe is een stad in de provincie Jilin van China. Jiaohe
ligt in de prefectuur Jilin, zo'n 100 kilometer ten oosten van de stad Jilin. Jiaohe heeft meer dan 100.000 inwoners.

## Geboren
- Wang Junxia (19 januari 1973), hardloopster